# Dési református templom
A dési református templom műemlékké nyilvánított templom Romániában, Kolozs megyében. A romániai műemlékek jegyzékében a CJ-II-m-A-07598 sorszámon szerepel.

## Története
A Dés központjában magasodó református templom különleges látványt nyújt jellegzetes toronysisakjával. A város történelmi magját a 11–12. századi Désvár képezte, amelyet eredetileg a désaknai és széki sóbányák védelmére építettek. Egy itt talált 10. századi kard arra utal, hogy a honfoglaló magyarok már ekkor megtelepedtek a területen.[forrás?] Az Óvár egy részét, amely a református templomtól északnyugatra helyezkedik el, nemrégiben feltárták. A középkorban a város lakói főként a környező, különösen a désaknai sóbányákból származó só kereskedelméből éltek, amelyet a Szamoson úsztattak le. II. András király 1235 előtt kiváltságokat adott Dés királyi vendégnépeinek, a 14. századra pedig már működött itt egy sókamara, amely a királyi sókészletek nyilvántartásáért és elosztásáért felelt. A város polgársága a 14. század elején még az oklevél-hamisítástól sem riadt vissza, hogy megszabaduljon a királyi vár és a vajdai hatóság fennhatóságától. Az Óvár területén állhatott Dés első plébániatemploma, amelyet a 13. században Szűz Mária tiszteletére szenteltek. Ennek Péter nevű papját 1332-ben a pápai tizedjegyzék is megemlíti. A 15. században a város főterén új plébániatemplom épült, és az egykori templomot ettől kezdve már csak kápolnaként tartották számon. Az új templom elhelyezkedése – a vár falain kívül, a vásártér közepén – a városi polgárság függetlenségét szimbolizálta. A reformáció idején a régi templom elpusztult, maradványaiból pedig 1578-ban Fabius (Kovács) városbíró emléktornyot építtetett. A torony néhány eleme – köztük a 13. századi karzat részei – a gyulafehérvári székesegyház 1230-as években készült épületrészleteire emlékeztettek. A tornyot azonban 1938-ban román nacionalisták felrobbantották. A dési református templom, amely a város második plébániatemploma, első írásos említése 1453-ból származik. Az építészeti stílusjegyek azonban arra utalnak, hogy építése már az 1440-es években megkezdődhetett. 1458-ban említik a templomhoz tartozó Szentlélek-kápolnát, míg 1475-ben Pál plébános és Imre ágostonrendi perjel Kodori János városbíró előtt kötöttek megállapodást a két intézmény városi jogköreinek meghatározásáról. Az ágostonos remetéket már 1310-ben említik. A templom toronyépítésének befejezési dátumát jelezheti az 1477-ben újraöntött középkori harang évszáma. 1489-ben Mátyás király évi 1000 darab kősót adományozott a plébánosnak, míg a tanító 400 darabot kapott. A templom Szent Kereszt-, Szentháromság- és Szűz Mária-oltárai, valamint a Szentlélek-kápolna jelentős adományokban részesültek a 15–16. század fordulóján. Fontos dokumentumnak számít a kormányoscéhen belül működő kalandosok 1500-as szabálylevele, amely előírta a tagok ünnepi miséit a Szűz Mária- és a Szent István-templomban, valamint a sószállítás költségeit. 1530-ban Szapolyai János király engedélyt adott a plébánosnak és a Mária-oltár igazgatójának egy malom építésére. 1551-ben Fráter György visszaszolgáltatta a templom tizedeit azzal a kikötéssel, hogy azokat az épület javítására kell fordítani. Ezzel hozható összefüggésbe az 1553-as egyezség a sóvágókkal, miszerint szükség esetén ők is részt vesznek a templom építésében.
A reformáció idején, a 16. század közepén, a templomot a város legnagyobb lélekszámú felekezetei birtokolták egymás után, sőt, valószínű, hogy időnként közösen használták. Az utolsó plébános 1554-ben hunyt el, ezt követően a templom előbb evangélikus, majd 1558-tól református, 1568-tól pedig unitárius kézbe került. 1556-ban egy feloszlott vallási testvérület épületét a fiskus a városnak adományozta – ez lett az 1580-ban említett Városháza. A templom kápolnáit ekkor vagy lerombolták, vagy raktárként hasznosították. Az 1588-as emlékfelirat tanúsága szerint a templomot ekkor javították, ám 1591-ben tűzvész pusztított végig Désen, amely a templomot is jelentős károkat szenvedett. Ennek következtében Báthory Zsigmond három évre elengedte a város adóját. 1612-ben, Báthory Gábor uralkodása idején a désiek megerősítették a templomot övező várat városuk védelmében. A 17. század elején, valószínűleg Bethlen Gábor vagy I. Rákóczi György idején a templom újra református kézbe került. Rákóczi György (1630–1648) jelentős összegeket áldozott a templom renoválására. 1634-től megkezdte a felújításokat, majd az 1642-es nagy tűzvész után – amely során a torony, a hajó és a szentély boltozata is beomlott – Ács Jánossal új mennyezetet készíttetett. Ez az újjáépítés egy időben zajlott a tordai és a kolozsvári Farkas utcai református templomok felújításával. A festett mennyezet néhány gerendája máig fennmaradt a padlástérben, s a falakra festett kísérődíszek is felismerhetők. A munkálatok nagyszabásúak lehettek, hiszen 1643-ban Fundáló Sárdi Imre, 1647-ben pedig a fejedelem olasz építésze, Agostino Serena járt Désen. A helyreállításokat két felirat szerint 1650-re fejezték be.
A templomot 1697-ben és 1707-ben ismét tűz pusztította, amely során a Rákóczi-kori mennyezet is elpusztult. 1706-ban Tiege tábornok labancai dúlták fel az épületet, és árulás következtében a sekrestyében elrejtett egyházi kincseket is megszerezték. Az 1712-es nyugati fal felirata szerint ekkor a legszükségesebb javításokat végezték el. 1720-ban Petki Nagy Zsigmond támogatta a nyugati énekeskarzat, 1726-ban pedig az új mennyezet megépítését. 1765-ben Umling Lőrinc keleti és északi karzatokat emelt, melyek festett kazettái közül sokat beépítettek a későbbi historizáló nyugati karzatba. A karzatokat Magyarfrátai Farkas János és felesége támogatásával készítették.
A templomban található rokokó epitáfium Mósa László (1710–1775) Belső-Szolnok vármegyei főjegyző és főbíró emlékét őrzi a szentély északi falán. A szentély boltozatát 1776-ban építették újjá középkori gyámkövek felhasználásával, míg a hajó egységes, sötétkék kazettás mennyezete 1779-ben készült el Csernátoni Péter és Szacsvai Ádám adományából. A templom impozáns, faragott és festett szószékkoronáját Mihály György és Nagy Zsuzsanna költségén készítették. Az asztalosokat és festőket Kolozsvárról hívták, akik az 1752-ben faragott kőszószéket is kifestették, valamint egy új úrasztalát készítettek. Ezzel párhuzamosan jelentős kőművesmunkákat is végeztek, és az ablakokat is javították.
Az 1880-as évek végén a városrendezési tervek miatt lebontották a templomot övező középkori várfalakat, helyére pedig a ma is látható historizáló kőkerítés épült Ferenczi Endre és Debreczeni Balázs tervei alapján. Később Ferenczi és Kádár Károly restaurálták a templomot, bár a munkálatok nem minden tekintetben feleltek meg a műemlékvédelmi szempontoknak. Ekkor készült a jelenlegi faberendezés, amelynek következtében a 18. századi karzatok és padok megsemmisültek. 1902-ben a homlokzatról eltávolították a vakolatot, és ekkor lakkozták le a belső berendezési tárgyakat is. Az 1960-as években a templom újabb külső felújításon esett át.

## Leírása
A dési piactér közepén álló, egykor Szent István király tiszteletére emelt monumentális templomot historizáló védőfal övezi. Szerkezeti kialakítása és méretei az erdélyi vármegyei városok – például Torda, Bánffyhunyad és Nagyenyed – gótikus templomainak stílusát idézik: a nyugati homlokzathoz egy karcsú, magas torony csatlakozik, a tágas hajót pedig egy hosszú szentély folytatja, amelyhez északon emeletes sekrestye kapcsolódik. A torony négy fiatornyos, feltűnően karcsú sisakja a dési városkép meghatározó eleme. Külső oldalán egy nyolcszögletes csigalépcsőtorony található. A hajó nyugati támpillérpárja alacsonyabb a többinél és közelebb helyezkedik el a sarokhoz, ami arra utal, hogy egykor egy gótikus nyugati karzatot támasztott, melynek boltindításai és vakmérműves mellvédjének egy része még fennmaradt. A keleti támpillérpár vastagítása építési módosítások nyomát viseli. A szentély és a sekrestye azonos magasságú, és közös tető fedi őket. A templom csúcsíves ablakai mérműves kialakításúak, különösen díszes a sekrestye emeleti, kelet felé néző ablaka. A toronyaljat csúcsíves árkádok nyitják meg, és innen egy bonyolult profilozású, csúcsíves kőkeretes ajtó vezet a hajóba. A toronyalj boltozatának boltvállai még fennmaradtak. A hajón két oldalajtó található: a déli csúcsíves kerettel rendelkezik, és egykori portikuszának nyomai még felismerhetők, míg az északi ajtó szemöldökgyámos kőkerete átmetsződő tagozatokkal díszített. A szentély déli homlokzatán egy hatalmas emléktábla látható, amely az 1960-as években készült egy 18. századi eredeti alapján, míg a hajó déli oldalán lévő hasonló méretű emléktáblát 1988-ban festették újra.
A templomhajó monumentális belső terét a sötétkék alapszínű, kazettás mennyezet fedi, amely 1779-ben készült. Ez már a tér harmadik mennyezete, amelyet két gótikus boltozat előzött meg. Az eredeti boltozatok nyomai jól kivehetők, és megkülönböztethetők egymástól. Az első boltozat a külső támpillérekhez igazodott, nyugati boltszakasza pedig szélesebb volt. Ennek bordái hosszú, falon végigfutó gyámokról indultak. Az első boltozat rövid ideig állhatott, feltehetően tervezési hiba vagy esetleges beomlás miatt néhány évtized múltán egy későgótikus boltozatot építettek a helyére. Ez már nem követte a korábbi támpillérek vonalát, hanem négyszakaszos szerkezetként mélyen benyúló belső támpillérek tartották, hasonlóan a kolozsvári Farkas utcai templom boltozatához. A második boltozat az 1500-as évek elején készülhetett.
A hajó nyugati oldalán található a historizáló, kétszintes orgonakarzat, amely régebbi festett kazetták felhasználásával készült. A diadalívhez támasztva áll az 1752-ben faragott és 1779-ben festett kőszószék, amely Sipos Dávid munkája. A szentélyt az eredeti gótikus gyámokról induló barokk boltozat fedi. A sekrestyébe egy erősen megviselt kőkeretes ajtó vezet, belső terét – mind a földszinten, mind az emeleten – gótikus boltozat fedi